# La Générale

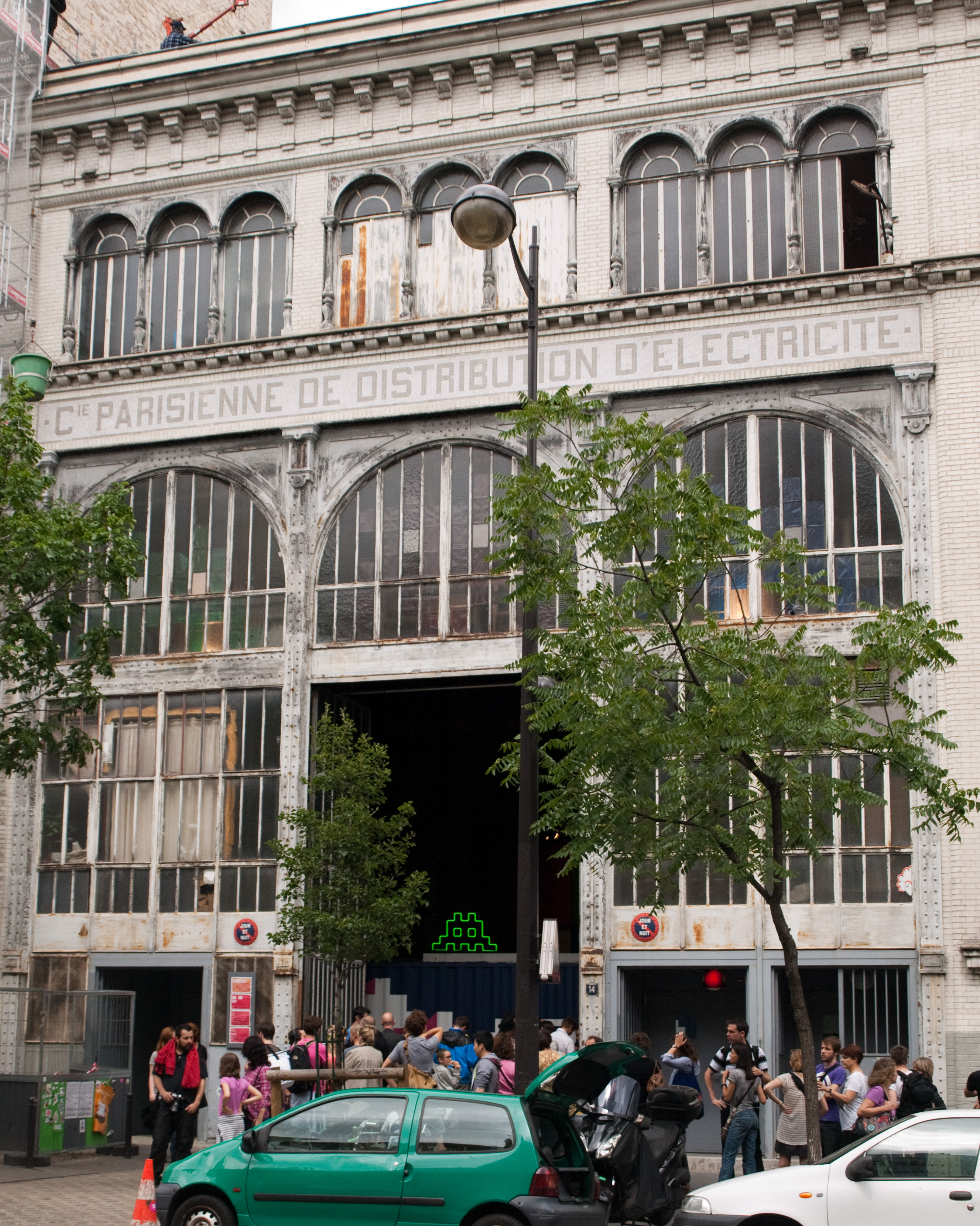
La Générale (sous-station électrique Voltaire), 14, avenue Parmentier (Paris).

La Générale fut un squat artistique situé à Paris, rue du Général-Lasalle, dans le quartier de Belleville dans le 19e arrondissement de Paris. Le projet artistique s'est ensuite développé sur deux sites distincts (et légaux) à Sèvres et avenue Parmentier dans le 11e arrondissement de Paris.

## Petite histoire du bâtiment initial rue du Général-Lasalle
Le nom « La Générale » fait référence à la rue où se trouvait le bâtiment où est né le projet. Construit dans l'entre-deux-guerres, ce bâtiment de quatre étages et de 8 000 m2, sis aux 10, 12 et 14 de la rue du Général-Lasalle à Paris, était à l'origine une manufacture de chaussures. Durant la Seconde Guerre mondiale, les autorités spolièrent de son bien le propriétaire, d'origine juive, et déportèrent vers les camps d'extermination la plus grande partie des ouvriers-cordonniers, eux-mêmes d'origine juive.
À la Libération, le bâtiment passa au patrimoine du ministère de l'Éducation nationale qui le transforma en centre de formation de ses inspecteurs, puis en centre d'archives. De 1995 à 2005, les locaux restèrent inoccupés. 

## La Générale
En février 2005, un groupe d'une dizaine d'artistes investirent ces lieux abandonnés depuis dix ans pour y installer leurs ateliers. Ils furent bientôt rejoints par une centaine d'autres créateurs en mal d'espace.
La Générale est avant tout un lieu consacré au travail et à la création ; les disciplines les plus variées y sont développées : arts plastiques, théâtre, science citoyenne, littérature, danse, vidéo, cinéma, musique, photographie, politique… La Générale fut aussi un lieu de diffusion : des galeries d'exposition et des salles de représentations théâtrale, audiovisuelle et musicale sont ponctuellement ouvertes au public.
En avril 2007, une partie des artistes de la Générale est relogée par le ministère de la Culture pour une durée de 18 mois (reconduite d'un an) au 6, Grande-Rue à Sèvres sur le site de la Manufacture qui devient La Générale en Manufacture, un lieu de résidence, un laboratoire de création artistique.
La Générale, mouvement revendiquant les pratiques artistiques et la vie associative comme deux modalités fondamentales et complémentaires de la culture, est relogée par la mairie de Paris au 14, avenue Parmentier dans le 11e arrondissement, dans un local utilisé pour la distribution d'électricité, la sous-station Voltaire.
Le bâtiment rue du Général-Lasalle a été fermé le 6 septembre 2007 après l'expulsion de ses derniers occupants par les forces de l'ordre. Il est maintenant dédié à une unité d'hospitalisation psychiatrique « Maison Blanche - XIXe Lasalle ».

## Futur cinéma Voltaire au 14, avenue Parmentier
Au terme du concours d'architecture Réinventer Paris, le projet de l'exploitant David Henochsberg, président du réseau indépendant Étoile Cinémas (Étoile Saint-Germain-des-Prés, le Balzac et l'Étoile Lilas), remporte l’appel d’offres pour transformer la sous-station électrique. Ce projet comporte cinq salles pour un total de 507 sièges, un espace pour les spectacles vivants, un restaurant, un bar-terrasse, les bureaux de la Société des réalisateurs de films, ceux de la Quinzaine des réalisateurs et du Festival du moyen-métrage de Brive,. La ville de Paris s'est engagée à assurer la pérennité du projet artistique et culturel de La Générale. 
Le 15 juin 2017, le journal Le Parisien annonce que le cinéma ne pourra pas voir le jour : le tribunal administratif de Paris a rendu sa décision stoppant la transformation prévue. Une association de riverains contre le projet avait déposé un recours pour vice de forme du Tribunal de Paris : la ville de Paris devait constituer un jury international pour choisir le projet lauréat, ce qui ne fut pas le cas. La ville de Paris prévoit de faire appel de cette décision ; les adversaires au projet souhaitent que le bâtiment (conçu par Paul Friesé en 1908) soit inscrit aux monuments historiques, impliquant des démarches plus lourdes et contraignantes pour la redéfinition du bâtiment.